# Дончо Конакчиев
Дончо Дончев Конакчиев е български политик от БСП, доктор на архитектурните науки, старши научен сътрудник II степен.

## Биография
Роден е на 17 март 1943 г. в пловдивското село Косово. През 1962 г. завършва Техникум по електротехника. През 1967 година завършва математика в Софийският университет. От 1969 е член на БКП. Специализира през 1969 г. в Тбилиси, 1973 г. в Новоросийск, а през 1986 завършва висш курс по икономика в град Москва. От 1973 до 1974 г. е директор на Дирекция в Научноизследователски и проектантски институт за териториално устройство. В периода 1975-1990 г. последователно е Началник отдел в Държавния комитет за планиране и Министерство на икономиката и планирането. През 1987 година става старши научен сътрудник в Института по социално управление. От 1990 до 1996 г. е член на Висшия съвет на БСП. Между 1994 и 1996 е заместник-председател на Висшия съвет на БСП. В периода 1995 – 1997 е заместник министър-председател и министър на териториалното развитие и строителството. През 1998 година става доцент към ЮЗУ "Неофит Рилски, а между 1999 и 2007 е професор в Свободния университет Черноризец Храбър.
През 1983 г. е награден с „Орден на труда-златен“.